# Jengalyschewski selsowet
Der Jengalyschewski selsowet (russisch Енгалышевский сельсовет) ist eine Landratsgemeinde (selsowet) in Russland. Sie liegt im Tschischminski rajon der Republik Baschkortostan. Verwaltungssitz ist das Dorf Jengalyschewo.

## Dörfer
In der Landratsgemeinde liegen folgende Dörfer:
- Jengalyschewo (russisch Енгалышево)
- Balaguschewo (russisch Балагушево)
- Boriskino (russisch Борискино)
- Lentowka (russisch Лентовка)
- Saburowo (russisch Сабурово)
- Semjonowka	(russisch Семёновка)

## Demographie
| Jahr | Einwohner |
| ---- | --------- |
| 2002 | 1031      |
| 2009 | 1078      |
| 2010 | 0935      |
| 2012 | 0930      |
| 2013 | 0906      |
| 2014 | 0906      |
| 2015 | 0887      |
| 2016 | 0895      |
| 2017 | 0877      |